# 이리나 하카마다
이리나 무추오브나 하카마다(러시아어: Ири́на Муцу́овна Хакама́да, 1955년 4월 13일~)는 러시아의 정치인이다.
1955년 4월 13일 모스크바에서 소련으로 망명한 일본 공산당 당원 하카마다 무쓰오(일본어: 袴田陸奥男)와 러시아인 여성 사이에서 태어났다. 일본 공산당 부위원장인 하카마다 사토미는 큰아버지로 아오야마가쿠인 대학 교수이고, 하카마다 시게키는 배다른 오빠이다. 1978년 러시아 민족 우호대학교 외국경제학부를 졸업했다. 1981년 모스크바 대학교 경제학부 대학원을 수료했다.
이후 2002년에 일어난 모스크바 극장 인질극의 주요 협상자 중 한 명으로 참여하였다.